# Dalen, Norge
Dalen är en tätort som utgör centralort i Tokke kommun i Telemark fylke i södra Norge. Orten, som hade 552 invånare 2021, ligger i västra ändan av sjön Bandak där älven Tokke mynnar ut. 
Dalen är slutpunkt för Telemarkskanalen och trafikeras med passagerarfartygen
MS Henrik Ibsen och MS Victoria från Skien. Inne i fjället ligger Tokke kraftverk.
Bland sevärdheterna kan nämnas Dalen hotel från 1894 och Eidsborgs stavkyrka som ligger nordost om Dalen längs fylkesväg 450.
I början av 1900-talet fanns en molybdengruva och ett anrikningsverk i Dalen.